# ハンガリー評議会共和国

ハンガリー社会主義連邦ソビエト共和国
Magyarországi Szocialista Szövetséges Tanácsköztársaság (ハンガリー語)

国の標語: Világ proletárjai, egyesüljetek!（ハンガリー語）
万国の労働者よ、団結せよ！国歌: Internacionálé（ハンガリー語）
インターナショナル

ハンガリーの地図（1919年）

  ルーマニア支配地域
  ハンガリー評議会共和国
  スロバキア・ソビエト共和国として後にハンガリーの支配下となる地域
  フランス軍・ユーゴスラビア軍支配地域
  1918年時点のハンガリーの国境
  1920年時点でのハンガリーの国境

ハンガリー評議会共和国（ハンガリーひょうぎかいきょうわこく)・ハンガリー・ソビエト共和国（ハンガリーソビエトきょうわこく、ハンガリー語: Magyarországi Szocialista Szövetséges Tanácsköztársaság、英語: Hungarian Soviet Republic）は、1919年3月21日に成立し、8月6日まで続いたハンガリーにおける共産主義体制国家である。

## 概要
Magyarországi Szocialista Szövetséges Tanácsköztársaságを直訳すると「ハンガリー社会主義連邦ソビエト共和国」になる。「ハンガリー社会主義連邦ソビエト共和国」と言う国名は、将来的には周辺の諸民族の評議会共和国と連邦国家を作る、という目標から付けられた名称であり、正確な日本語訳は「ハンガリー国社会主義連邦評議会共和国」である。これは magyar だと「ハンガリー民族の」という意味にもなるため magyarországi とすることで、ハンガリーに居住する全ての民族の国家であることを標榜するためであった。
この国家は、ロシアにおいてボリシェヴィキが十月革命で権力を掌握して以降に、ヨーロッパで初めて成立した共産主義国家であった。この評議会共和国（ソビエト共和国）はルーマニア軍がブダペストを占領した際に崩壊し、4ヶ月しか存続しなかった。国家はルーマニア軍がハンガリーから撤退した後に復活したハンガリー共和国臨時政府を経て、ハンガリー王国（第二王制）に継承されている。
同政権の崩壊は、ボリシェヴィキがヨーロッパへの共産革命輸出を断念する一因となった。

## 前史

### ハンガリー民主共和国
第一次世界大戦後にオーストリア＝ハンガリー帝国が崩壊し、新たに誕生したハンガリー民主共和国（第一人民共和制）のカーロイ・ミハーイ大統領が国内の社会と経済の運営に失敗したことが、ハンガリー・ソビエト共和国が成立した直接の原因であった。

## ハンガリー革命

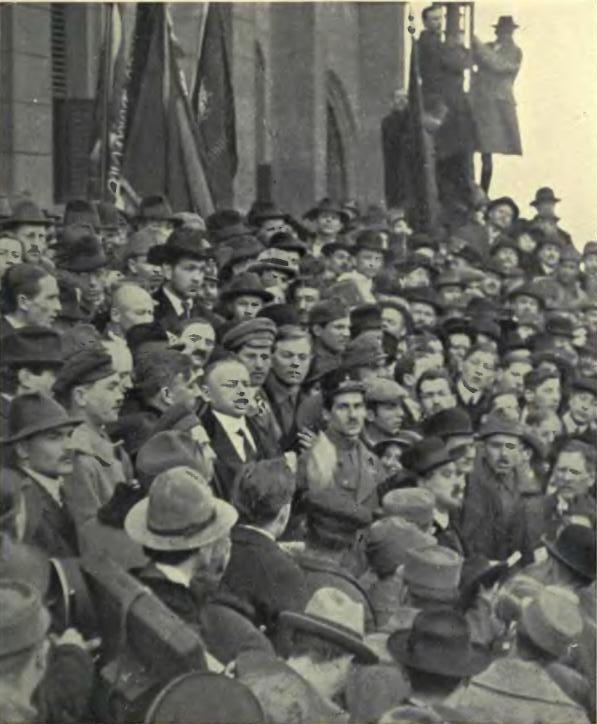
ブダペストの議会入口でソビエト共和国樹立を宣言するクン・ベーラ

ハンガリー共産党はこの頃は小規模であったが、そのメンバーは活動的で急速に拡大し始めていた。党の最初の中核はこの数か月前の1918年11月4日にモスクワのホテルで結成され、ハンガリー軍の捕虜や共産主義シンパが中央委員会を構成した。クン・ベーラに率いられた彼らは直ちにハンガリーへ帰国し、党員を募集し、党の理想を普及させて、その過程で多くの社会民主主義者たちを過激化させていった。1919年2月までに党員は30,000から40,000人となり、これには多くの失業者、若いインテリそして少数民族が含まれていた。
クンは「ヴェレシュ・ウーイシャーグ」（Vörös Újság ：「赤い新聞」）を創刊し、カーロイ政権を集中的に攻撃した。続く数か月間に共産党の勢力基盤は急速に拡大した。彼らの支持者はメディアに対して過激なデモを敢行し始めた。2月20日にはデモ隊が暴走して社会民主党機関紙「ネープサヴァ」 (Népszava：「人民の声」)編集部を襲撃する事件が起こり、警官を含む7人が死亡している。政府はハンガリー共産党のリーダーたちを逮捕し、「ヴェレシュ・ウーイシャーグ」を発禁とし、共産党の建物を閉鎖した。この逮捕は乱暴で、警官は公衆の面前で共産主義者たちを殴り倒した。これは共産党への民衆の同情を生む結果となってしまった。3月1日に「ヴェレシュ・ウーイシャーグ」は再発行を許可され、共産党の建物は再び開放された。リーダーたちには面会が許されるようになり、これによって彼らは党の指導を維持することができた。
3月20日、カーロイ大統領はベリンケイ・デーネシュ政権の退陣を発表。翌21日、カーロイは閣僚会議に対して国民からの支持が高い社会民主党単独による新政府を発足させるよう伝えた。だが、社会民主党は連立政権を作るために、まだ獄中にあった共産党のリーダーたちとの話し合いを始める。そして、二つの党が合併してハンガリー社会党をつくることが決まった。反共主義者だったカーロイ大統領はこの合同について全く知らされていなかった。このため、社会民主党の政府を指名したにもかかわらず、共産党の支配と直面する羽目となってしまう。
新たに統一された社会党はレーニンのモデルを模倣して革命統治評議会（Forradalmi Kormányzótanács）と呼ばれる政府を組織し、ハンガリー・ソビエト共和国の成立を宣言（もっとも、国名に冠しているにもかかわらず労働者評議会（ソビエト）は直接参加していない）、民主共和国成立から6ヶ月後の3月21日にカーロイ大統領は社会民主主義者と共産主義者によって辞職させられた。

## 国内政策

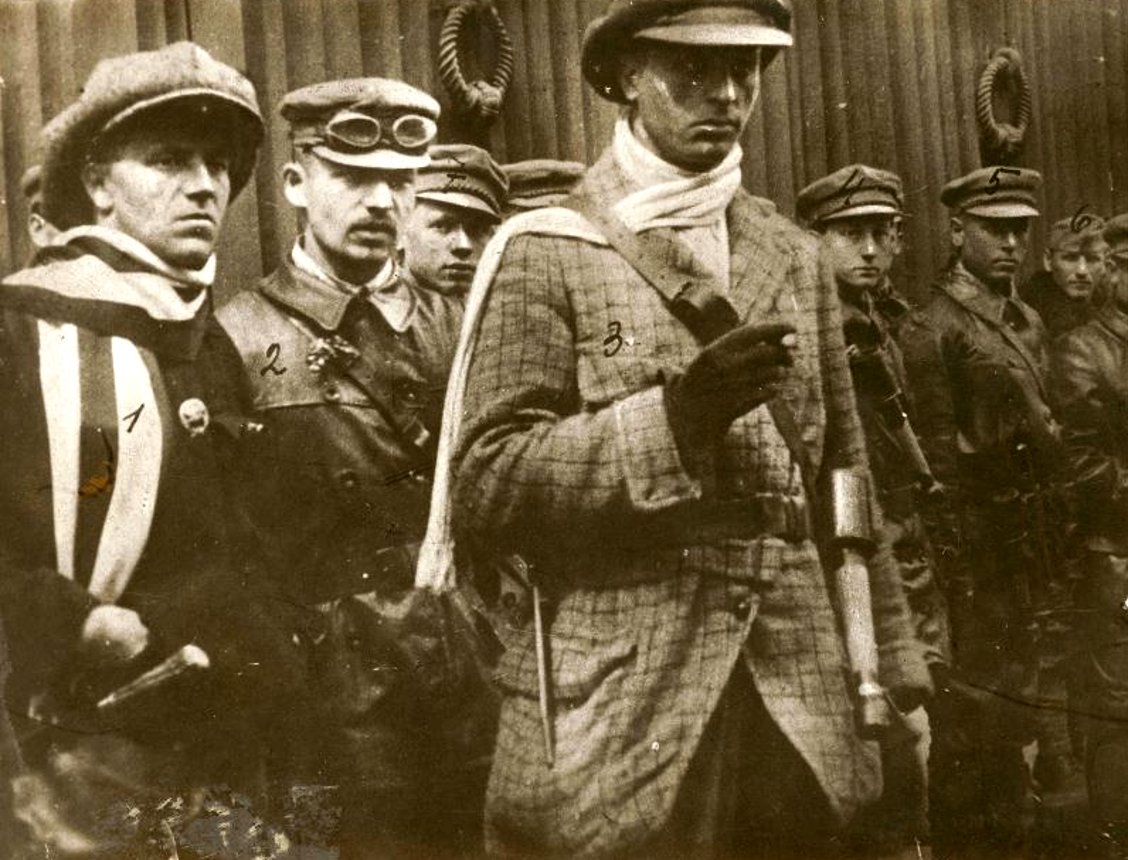
レーニン少年隊（Lenin-fiúk）

革命統治評議会は社会民主主義者と共産主義者の連合であったが、クンを除く全ての政治委員が元社会民主党員であった。ガルバイ・シャーンドルが革命統治評議会議長となったが、実権は外交部委員長のクンにあった。クンに率いられた新政府は全面的な共産化を採用し、貴族称号と特権の廃止、政教分離、週8時間労働と男女同一賃金、言論と集会の自由、無料教育そして少数民族に対する言語と文化の権利を成文化した（もっとも、実行はされなかったが）。
革命統治評議会は裁判所を廃して革命法廷を置き、工業と商業、住宅、輸送、銀行、医療、文化施設、そして40ヘクタール以上の農地を国有化した。共産主義政権に対する国民の支持は帝国時代の国境線の回復という公約に強く依拠していた。
ソ連に向けたラジオ放送で、クンは「プロレタリアート独裁」がハンガリーにおいて樹立されたことをレーニンに伝え、ソ連との同盟を要請した 。だが、ロシア内戦を戦っていたソ連はこれを拒否してしまう。ハンガリー政府は自身で対処せねばならなくなり、警察・憲兵隊を再編してラーコシ・マーチャーシュを指揮官とする赤衛軍がつくられた。
これに加えて、ルカーチ・ジェルジやサムエリ・ティボルといった党の理論家たちは「革命的テロ」の必要性を主張し、彼らの支持のもとチェルニ・ヨージェフは約200人のレーニン少年隊（Lenin-fiúk）の名で知られる分遣隊を組織した。彼らは「反革命」を見つけ出し、粉砕するため地方へ送られた。彼らと同様の組織がブダペストでも活動している。
レーニン少年隊とその他の同様の集団は多数の人民を殺害し、弾圧した。例えば手榴弾で武装した彼らが銃床を用いて宗教儀式を力づくで解散させたこともあった。彼らは裁判なしに処刑を行った。これは地方の住民との衝突を引き起こし、時には暴動に発展している。

## 外交政策

### ルーマニアによるトランシルヴァニア併合

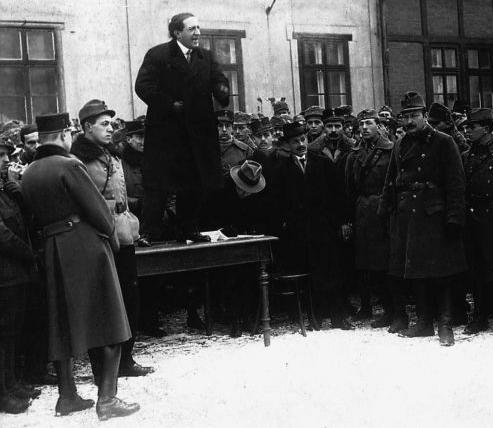
赤軍兵士に演説するポガニィ・ヨージェフ。

この頃のハンガリーはトランシルヴァニアをルーマニアに占領され（ルーマニアによるトランシルヴァニア併合）、ルーマニア軍は更に進んでティサ川まで前進しており、国土を守れず退陣したカーロイから代わったクンを中心としたソビエト共和国には国土回復が期待されていたが、4月にティサ川周辺でルーマニア軍と戦い敗退している。

### スロバキア進攻
北部は大戦後に建国されたチェコスロバキアに占領されてしまっていたため、クンは北部を占領する新生チェコスロバキアを狙った。大戦後に新生チェコスロバキアにハンガリー民族が多数を占める土地が与えられたのは不正であるとの大義名分のもと、1919年5月末にハンガリー赤軍が上ハンガリー（現在のスロバキア）へ進攻した。これは連合国軍事代表がハンガリーに対して、より一層の領土割譲を要求した直後であり、クンはハンガリーの国境を回復するという公約を果たそうとしたのである。有能なシュトロムフェルド・アウレール大将に率いられたハンガリー軍は北方へ進攻し、幾つかの軍事的成功を収め、チェコスロバキア軍を北部から駆逐し、チェコスロバキア領の一部を占領。ハンガリー共産主義者たちはこの地に傀儡国家スロバキア・ソビエト共和国を樹立した。そして、東部のルーマニア軍へ向けて進軍を計画する。

## ハンガリー・ルーマニア戦争

### 北部からの撤退
この軍事的勝利にもかかわらず、クンはルーマニア軍がティサーントゥールから撤退するというフランスの約束を信じて、3週間後には軍を撤退させてしまった。この妥協は国民の支持を失わせることになった。ハンガリー赤軍は北部から撤退したが、ルーマニア軍は撤退しなかった。そのため、クンはハンガリー赤軍にルーマニア軍を攻撃させたが、ルーマニア軍は弱体なハンガリー赤軍を7月30日までに撃退し、8月1日にクンのソビエト共和国を打倒するためブダペストへ向けて追撃を開始した。

### 赤色テロ

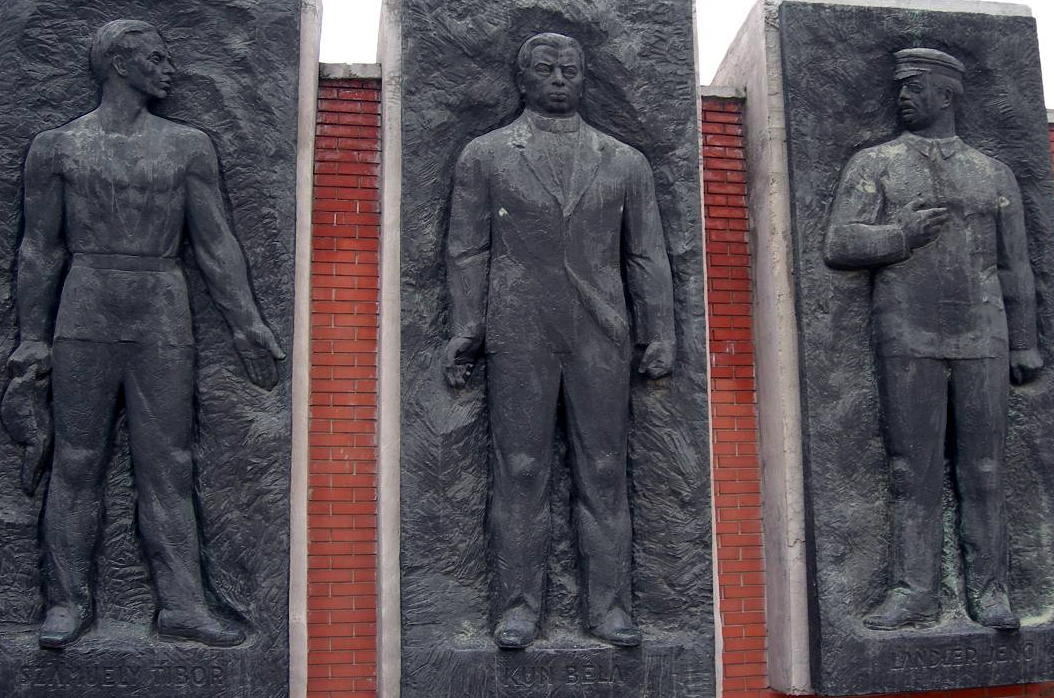
ハンガリー・ソビエト共和国の指導者サムエリ・ティボル、 クン・ベーラ、 ランドレル・イェネー。ブダペスト市内のモニュメント。

これより前に軍事的冒険の失敗と国内の改革の失敗により、共産党への国民の支持は衰えていた。これは最も忠実な共産党員たちが戦場へ行ってしまったことにもよる。
そして、6月24日、社会民主主義者たちは政府の主導権を奪い返そうとクーデターを企てたが失敗してしまう。これによりドフチャーク・アンタル (Dovcsák Antal) 革命統治評議会副議長らは大規模な報復を決意し、共産主義者たちは反対者を弾圧し、彼らの体制に対する“敵”を抹殺するための報復テロを敢行し始めた（赤色テロ）。徴発隊は家々を略奪し、民兵集団が“敵”またはその嫌疑のある者を逮捕した。彼らによる膨大な件数の残虐行為や処刑そして犯罪が記録されている。
革命法廷は590人を処刑している。この内の幾分かは「反革命罪」による処刑だが、一般犯罪や反抗に対する者も多かった。（一説には処刑者は370人から587人とある）。
7月末にティサ川前線でハンガリー赤軍がルーマニア軍に敗れ総崩れになったことで、8月1日、クンは他の共産党幹部とともにオーストリアへ向けて逃亡した。この際、著名なマルクス主義哲学者で文化委員だったルカーチ・ジェルジを含む少数が共産党地下組織をつくるためにブダペストに残留している。

### ルーマニア軍のブダペスト占領とソビエト共和国の終焉

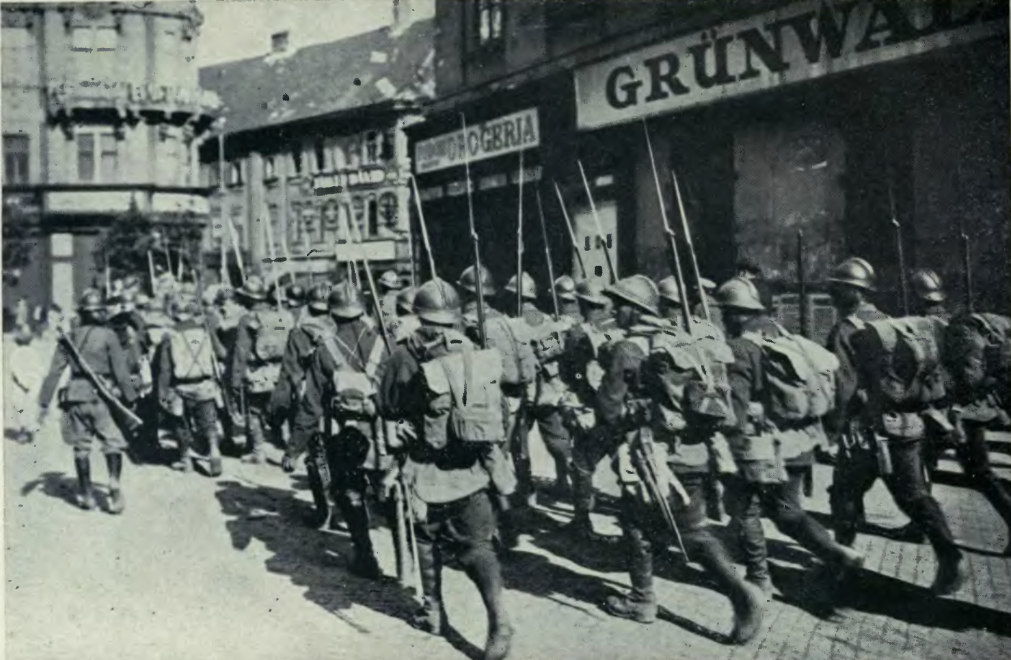
ブダペストに入るルーマニア軍

ブダペスト労働評議会は社会民主主義者のペイドル・ジュラを首相とする新政府を選んだが数日しか持たず、8月4日にルーマニア軍がブダペストを占領し、6日にナショナリストによってペイドル政権は倒され、ハンガリー・ソビエト共和国は消滅した。ペイドルは一時オーストリアに亡命したが、1921年に帰国した。
クンは最終的にソ連へ亡命できたが、赤色テロを主導したサムエリはオーストリアへ逃れたものの捕えられ、8月2日に殺害されている。レーニン少年隊指揮官だったチェルニ・ヨージェフは逮捕され、1919年11月に裁判にかけられたが、ハンガリー法律家協会は彼の弁護を拒否したため、裁判所によって弁護人が選ばれている。チェルニは12月に処刑された。
ソビエト共和国の崩壊とルーマニア軍の占領による権力空白の中で、ベトレン・イシュトヴァーンとホルティ・ミクローシュら保守派がハンガリー西部を次第に支配するようになり、ルーマニア軍の撤退開始後にブダペストに入り、ハンガリー共和国臨時政府として政権を掌握した。
不正規兵の独立部隊（名目的にはホルティの指揮下だが、実際は自発的な）が共産主義者、左派そしてユダヤ人を迫害し始めた。これは白色テロとして知られる。ハンガリー・ソビエト共和国の支持者の多くが裁判なしに処刑され、または裁判の上、投獄された。彼らの多くは、ホルティの統治期の1921年にソ連とハンガリーが結んだ捕虜交換協定によって恩赦を与えられて、ソビエトへ送られている。最終的に415人の囚人がこの協定でソ連へ出国した。クンと何人かのハンガリー共産主義者たちは1930年代にスターリンの大粛清の犠牲となっている。

## ハンガリー人民共和国
ラーコシ・マーチャーシュによって1949年、ハンガリー人民共和国が成立した。

## 外部サイト
- 赤色テロル―第一次世界大戦